# Cultura general

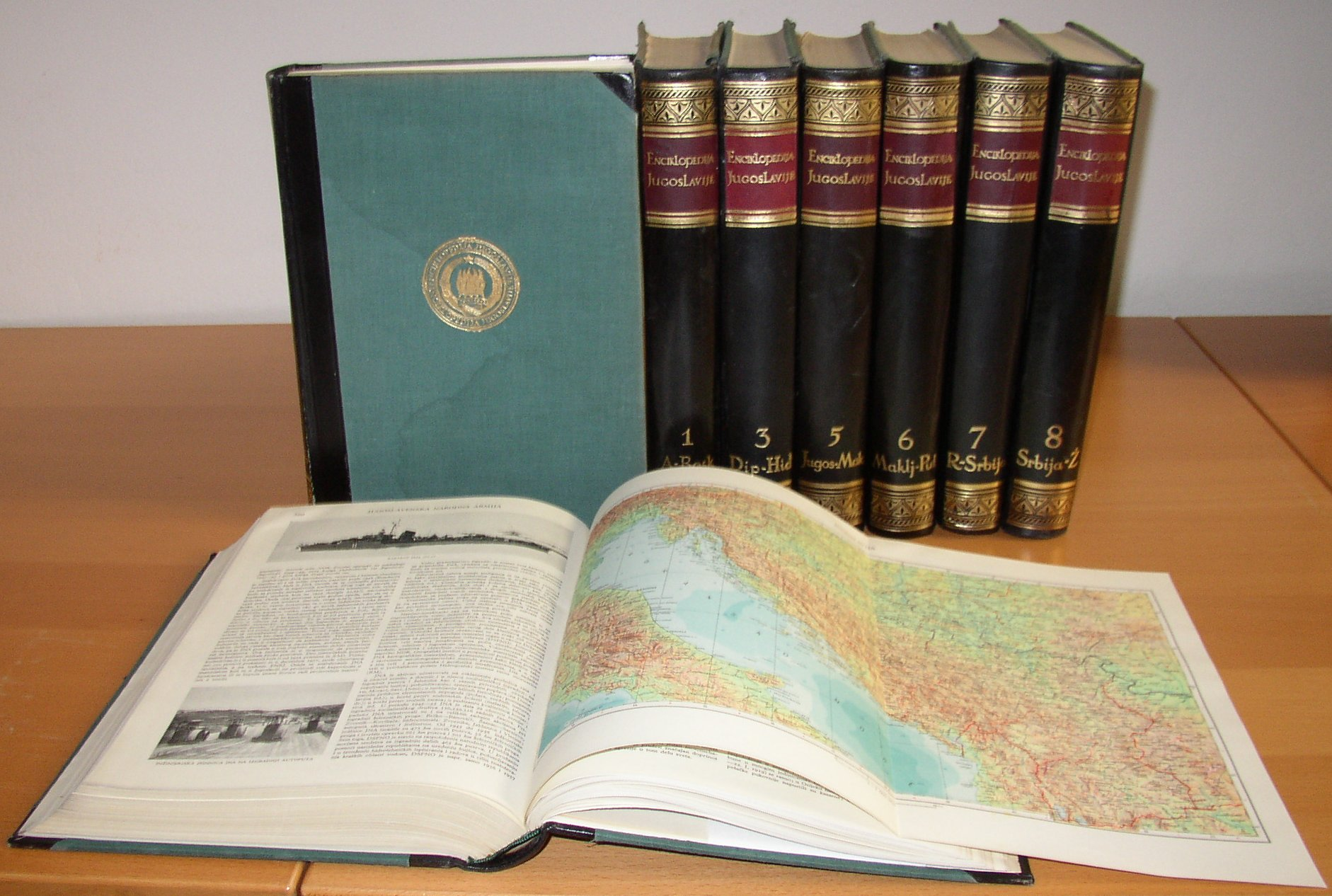
Una enciclopèdia és un dipòsit de coneixements generals.

La cultura general és la informació que s'ha anat acumulant al llarg del temps a través de diversos mitjans i fonts. Exclou l'aprenentatge especialitzat que només es pot obtenir amb una àmplia formació i informació limitada a un sol mitjà. la cultura general és un component essencial de la intel·ligència cristal·litzada. Està fortament associat amb la intel·ligència general i amb l'obertura a l'experiència.
Alguns estudis han descobert que les persones que tenen un alt coneixement en un domini concret tendeixen a tenir-ne molts coneixements. Es creu que la cultura general està recolzat per la capacitat de memòria semàntica a llarg termini. la cultura general també admet esquemes per a la comprensió textual.

## A l'antiguitat

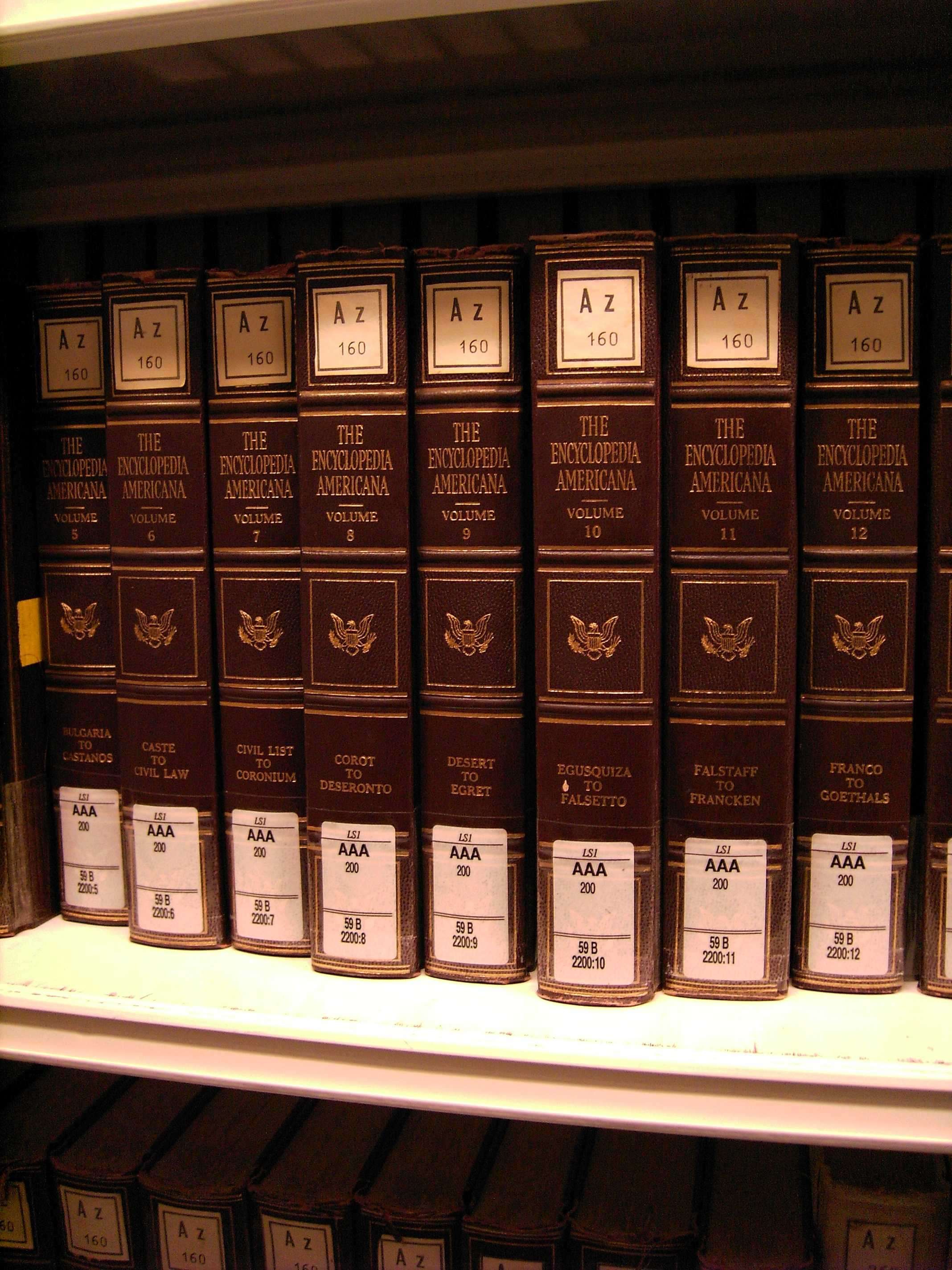
Enciclopèdia Americana

La qüestió de la cultura general es troba en diversos textos de l'Antiguitat. Els sofistes grecs, professors itinerants, van ensenyar coneixements generals i eren coneguts per tenir coneixements sobre totes les coses. Aquest enfocament del coneixement és criticat per Plató, sobretot al final de l'Euthydemus, que promou la especialització. El filòsof reconeix, tanmateix, que l'aprenentatge de la cultura general és, doncs, un moment necessari del projecte filosòfic en la mesura que permet adquirir coneixements sense els quals la raó funcionaria en buit.
La noció va arribar als romans a través de l'estudi dels textos grecs. El filòsof Ciceró defineix humanitas com « el tractament que cal aplicar als nens perquè esdevinguin homes» a De oratore. Per tant, la cultura general és una eina necessària d'educació. A les Tusculanas, el filòsof va encunyar l'expressió «cultura de l'ànima» (cultura animi):
"El cultiu de l'ànima és filosofia: foragita radicalment els vicis, posa les ànimes en estat de rebre llavors, les confia i, per dir-ho així, sembra allò que, un cop desenvolupat, donarà la més abundant de les collites". — Ciceró, Els Tusculanes, II, 13
Ciceró, però, distingeix la cultura general de l'educació: la segona s'ha de donar al nen, mentre que el primera ha d'acompanyar l'home al llarg de la seva vida ( De oratore ).

## A l'edat moderna
L'ideal de la cultura s'ha transmès fins als nostres dies, plasmat en diferents models d'escola. Aquest ideal va ser discutit i ampliat per diferents pensadors al llarg dels segles.
René Descartes va fer de la cultura general un pivot del seu pensament. Segons la primera regla per a la direcció de la ment, « L'objectiu de l'estudi ha de ser dirigir la ment de manera que faci judicis sòlids i veritables sobre tot el que li precedeix. ». Per tant, la cultura general no es defineix pel seu objecte, sinó pel seu objectiu. : el d'un suport per jutjar bé les coses.
Emmanuel Kant continua en la seva direcció. Oposa la natura (regne de les causes determinades per lleis empíriques) a la cultura, essent aquesta darrera el regnat de la llibertat. La cultura és, doncs, la marca de la capacitat dels homes per donar-se lliurement fins que els agraden, en general. La cultura general no es pot reduir, doncs, a un contingut concret, ja que pretén precisament donar a l'home la possibilitat d'escollir els fins que determinen la seva existència.
Mentre els humanistes es centraven en la virtut de l'home humanista, el filòsof alemany George Friedrich Hegel criticava el projecte d'una cultura que només tindria com a objectiu el desenvolupament de l'individu subjectiu. El projecte de cultura general ha de tenir en compte el valor objectiu de la cultura, és a dir, el valor col·lectiu que va més enllà de la simple satisfacció subjectiva. És a dir, la cultura com a procés individual de formació no ha d'apuntar als fins merament subjectius de l'individu, sinó als de la comunitat. Argumenta que l'aprenentatge de la filosofia i l'autonomia de pensament és tant més fàcil per a l'individu cultivat perquè « els materials de la seva construcció ja estan preparats en cultura general »

## Diferències individuals

### Intel·ligència
Les puntuacions altes a les proves de cultura general també tendeixen a puntuar molt en les proves d'intel·ligència. S'ha trobat que el coeficient intel·lectual prediu de manera robusta les puntuacions de cultura general fins i tot després de tenir en compte les diferències d'edat i els trets de personalitat del model de cinc factors. Tanmateix, moltes proves de cultura general estan dissenyades per crear una distribució normal de respostes, creant una corba en forma de campana.
la cultura general també s'associa moderadament amb la capacitat verbal, encara que només feblement o gens amb la capacitat numèrica i espacial. Igual que amb la intel·ligència cristal·litzada, s'ha trobat que la cultura general augmenta amb l'edat.

### Memòria semàntica a llarg termini
La cultura general s'emmagatzema com a memòria semàntica. La major part de la memòria semàntica es conserva durant la vellesa, tot i que hi ha dèficits en la recuperació de certes paraules específiques relacionades amb l'envelliment. A més, l'estrès o diversos nivells emocionals poden afectar negativament la recuperació de la memòria semàntica.

### Personalitat
Les persones amb alts coneixements generals tendeixen a estar molt obertes a noves experiències ia un compromís intel·lectual típic. La relació entre l'obertura a l'experiència i la cultura general segueix sent sòlida fins i tot quan es té en compte el coeficient intel·lectual. Les persones amb un alt nivell d'obertura poden estar més motivades per participar en activitats intel·lectuals que augmenten el seu coneixement. Les relacions entre la cultura general i altres trets del model de cinc factors solen ser febles i inconsistents. Tot i que un estudi va trobar que l'extraversió i el neuroticisme estaven correlacionats negativament amb la cultura general, altres van trobar que no estaven relacionats. També s'han trobat resultats inconsistents per a la consciència. 

## Predictor d'assoliments
Diversos estudis han avaluat si el rendiment en una prova de cultura general pot predir els assoliments en àrees particulars, concretament en l'àmbit acadèmic, correcció de proves, i creativitat.

### Rendiment acadèmic
la cultura general ajuda a tenir un bon rendiment als exàmens oficials Un estudi va examinar els predictors de la capacitat cognitiva i de la personalitat del rendiment dels exàmens i va trobar que la cultura general estava correlacionat positivament amb els resultats generals dels exàmens de GCSE en anglès, matemàtiques, gramàtica, història, ciència i. Les puntuacions de les proves de cultura general van predir els resultats de l'examen, fins i tot després de controlar el coeficient intel·lectual, els trets de personalitat del model de cinc factors i els estils d'aprenentatge.

### Correcció de proves
S'ha trobat que la cultura general prediu de manera robusta les habilitats de correcció dels estudiants universitaris. Un estudi va trobar que la correcció de proves tenia una correlació més gran amb la cultura general que amb la intel·ligència general, el raonament verbal o l'obertura a l'experiència. En una anàlisi de regressió múltiple utilitzant la cultura general, la intel·ligència general, el raonament verbal, els trets de personalitat de cinc factors i els estils d'aprenentatge com a predictors, només la cultura general va ser un predictor significatiu.

### Creativitat
S'ha trobat que la cultura general té certes associacions febles amb mesures de creativitat. En un estudi que examinava les contribucions de la personalitat i la intel·ligència amb la creativitat, la cultura general es va correlacionar positivament amb les proves de pensament divergent, tot i no tenir una relació directa amb la mesura biogràfica de l'assoliment creatiu o amb la creativitat autovalorada.

## Jocs i concursos

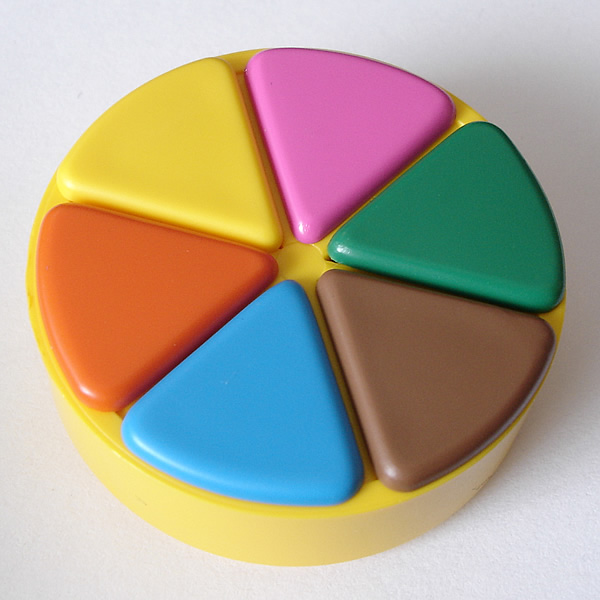
Les preguntes extretes del joc Trivial Pursuit s'han utilitzat en una sèrie d'experiments psicològics relacionats amb la cultura general.

Molts concursos televisius fan servir preguntes de cultura general amb finalitats d'entreteniment. Hi ha programes com Qui vol ser milionari? o Fifteen to One centren les seves preguntes en coneixements generals, mentre que altres concursos centren les preguntes més en temes específics. Alguns espectacles fan preguntes tant sobre temes específics com sobre coneixements generals, com ara Eggheads i Mastermind. En el Mastermind, els concursants trien la seva pròpia "assignatura especialitzada" abans de respondre preguntes de cultura general, mentre que en el joc Eggheads les assignatures s'escullen a l'atzar. El programa de jocs Jeopardy! també posa a prova la cultura general dels concursants.

## Relativitat de la cultura general
La cultura general ha estat l'objectiu, en el propi coneixement i en les mateixes files de la universitat, de dues crítiques alternatives: : un, provinent de l'etnologia, el va convertir en l'ideal d'una civilització específica que aspirava a la universalitat (temes del relativisme cultural, que fa de l'ideal clàssic de la cultura l'ideal d'una societat concreta) ; l'altre, sociològic, en va convertir en un simple mitjà de selecció social.
La cultura general, com a eina d'obertura a l'alteritat, també pot ser un antídot contra el tancament de ment i l'etnocentrisme. Per al filòsof Jean-Marie Nicolle, el propòsit de la cultura general és precisament permetre el qüestionament d'un mateix i dels altres. Criticar-lo com a etnocèntric, doncs, no té sentit, perquè la veritable cultura general recull els èxits de la humanitat tot transcendint les particularitats dels pobles.

## Utilitat de la cultura general
Per al filòsof Hegel, la inutilitat, és a dir, la impossibilitat d'aplicar la cultura general a un procés de producció, està en la naturalesa mateixa de la cultura general. ; ella és desinteressada. La cultura general et permet despullar les coses « del caràcter mesquí i raquític que els imposaven les circumstàncies externes ». La cultura general ens permet veure « la cosa mateixa en la seva veritat, més enllà de tot interès egoista ».
La cultura general pateix avui una crisi que s'ha anomenat " crisi escolar ", en què els ideals clàssics i humanistes d'una cultura general han estat atacats per ambdues parts. La modernitat va comportar una certa concepció de l'economia i la tecnologia, o de la " raó instrumental ", que podria portar a menystenir la cultura general o fins i tot a menysprear-la, en considerar-la com " inútil "I" estèril ". Així doncs, la cultura general es consideraria segons la seva utilitat en la producció capitalista. ; o, no tenint finalitat productiva o professional, es deixaria de banda. Així, el sociòleg Thorstein Veblen assenyala que « Des del punt de vista de l'eficiència econòmica, les humanitats són anacronismes que ens handicapen. Les llengües clàssiques són informació bàsicament inútil. ».